# ۳۲ شکارچی
۳۲ شکارچی (انگلیسی: 32 Orionis) یک منظومه ستاره‌ای سه گانه در صورت فلکی شکارچی است. این سیستم با چشم غیرمسلح به عنوان یک نقطه نوری ضعیف با قدر ظاهری ترکیبی ۴.۲۰ قابل مشاهده است. بر اساس اختلاف منظر تقریباً ۳۰۳ سال نوری از خورشید فاصله دارد و با سرعت شعاعی ۱۸.۶+ کیلومتر بر ثانیه در حال دورتر شدن است.
این سامانه عضوی از گروه ۳۲ شکارچی همنام است، یک انجمن جوان و نزدیک شامل ۴۶ ستارهٔ هم‌حرکت که نخستین‌بار در سال ۲۰۰۷ کشف شد. پژوهشی در سال ۲۰۱۵ نشان داد که ناجذ (پیروزگر) به‌احتمال زیاد به دلیل فاصله و جایگاهش در آسمان، عضوی از این گروه است و پیشنهاد کرد که آن را خوشهٔ ناجذ بنامند، هرچند پژوهش‌های بعدی در سال ۲۰۱۷ عضویت بلاتریکس را زیر سؤال بردند، زیرا حرکت خاص آن به‌طور چشمگیری از گروه انحراف داشت.
مولفهٔ اصلی این سامانه یک ستارهٔ رشتهٔ اصلی نوع-بی با رده‌بندی ستاره‌ای B5V و قدر تقریبی ۴٫۴۳ است. این در واقع یک دوگانه طیف‌سنجی با دورهٔ مداری ۳٫۹۶۴ روز و خروج از مرکز ۰٫۳۸ است. همدم نادیدنی جرمی حدود ۰٫۶ برابر جرم خورشید دارد. مولفهٔ B، در جدایی زاویه‌ای ۱٫۰۸ ثانیه قوسی از مولفهٔ اصلی، ستاره‌ای از ردهٔ B7V با قدر ۵٫۸ است که با مولفهٔ اصلی در دورهٔ ۶۱۴ سال و خروج از مرکز ۰٫۲۲ مدار می‌زند.